# Faedo Valtellino
Faedo Valtellino is een gemeente in de Italiaanse provincie Sondrio (regio Lombardije) en telt 553 inwoners (31-12-2004). De oppervlakte bedraagt 4,8 km², de bevolkingsdichtheid is 135 inwoners per km².

## Demografie
Faedo Valtellino telt ongeveer 229 huishoudens. Het aantal inwoners daalde in de periode 1991-2001 met 6,6% volgens cijfers uit de tienjaarlijkse volkstellingen van ISTAT.
| Jaar | Inwoneraantal |
| ---- | ------------- |
| 1991 | 577           |
| 2001 | 539           |

## Geografie
Faedo Valtellino grenst aan de volgende gemeenten: Albosaggia, Montagna in Valtellina, Piateda, Sondrio.